# Kajak-kenu az 1948. évi nyári olimpiai játékokon
Az 1948. évi nyári olimpiai játékokon kajak-kenuban kikerültek az összerakható kajak számok, női kajak egyes verseny és férfi kenu egyes 10 000 méteres került a helyükre.

## Éremtáblázat
(Az egyes számoszlopok legmagasabb értéke, vagy értékei vastagítással kiemelve.)
| Az 1948. évi nyári olimpiai játékok éremtáblázata kajak-kenuban | Az 1948. évi nyári olimpiai játékok éremtáblázata kajak-kenuban | Az 1948. évi nyári olimpiai játékok éremtáblázata kajak-kenuban | Az 1948. évi nyári olimpiai játékok éremtáblázata kajak-kenuban | Az 1948. évi nyári olimpiai játékok éremtáblázata kajak-kenuban | Olimpia  |
| --------------------------------------------------------------- | --------------------------------------------------------------- | --------------------------------------------------------------- | --------------------------------------------------------------- | --------------------------------------------------------------- | -------- |
|                                                                 | Ország                                                          | Arany                                                           | Ezüst                                                           | Bronz                                                           | Összesen |
| 1.                                                              | Svédország (SWE)                                                | 4                                                               | 0                                                               | 0                                                               | 4        |
| 2.                                                              | Csehszlovákia (TCH)                                             | 3                                                               | 1                                                               | 0                                                               | 4        |
| 3.                                                              | Dánia (DEN)                                                     | 1                                                               | 2                                                               | 0                                                               | 3        |
| 3.                                                              | Egyesült Államok (USA)                                          | 1                                                               | 2                                                               | 0                                                               | 3        |
|                                                                 |                                                                 |                                                                 |                                                                 |                                                                 |          |
| 5.                                                              | Finnország (FIN)                                                | 0                                                               | 1                                                               | 2                                                               | 3        |
| 6.                                                              | Kanada (CAN)                                                    | 0                                                               | 1                                                               | 1                                                               | 2        |
| 6.                                                              | Norvégia (NOR)                                                  | 0                                                               | 1                                                               | 1                                                               | 2        |
| 8.                                                              | Hollandia (NED)                                                 | 0                                                               | 1                                                               | 0                                                               | 1        |
|                                                                 |                                                                 |                                                                 |                                                                 |                                                                 |          |
| 9.                                                              | Franciaország (FRA)                                             | 0                                                               | 0                                                               | 4                                                               | 4        |
| 10.                                                             | Ausztria (AUT)                                                  | 0                                                               | 0                                                               | 1                                                               | 1        |
|                                                                 |                                                                 |                                                                 |                                                                 |                                                                 |          |
| Összesen                                                        | Összesen                                                        | 9                                                               | 9                                                               | 9                                                               | 27       |

## Érmesek

### Férfiak
| Az 1948. évi nyári olimpiai játékok érmesei férfi kajak-kenuban |                                                            |                                                            |                                                         |
| Versenyszám                                                     | Arany                                                      | Ezüst                                                      | Bronz                                                   |
| C-1, 1000 m                                                     | Josef Holeček · Csehszlovákia (TCH)                        | Douglas Bennett · Kanada (CAN)                             | Robert Boutigny · Franciaország (FRA)                   |
| C-1, 10 000 m                                                   | František Čapek · Csehszlovákia (TCH)                      | Frank Havens · Egyesült Államok (USA)                      | Norman Lane · Kanada (CAN)                              |
| C-2, 1000 m                                                     | Csehszlovákia (TCH) · Jan Brzák-Felix · Bohumil Kudrna     | Egyesült Államok (USA) · Steven Lysak · Stephen Macknowski | Franciaország (FRA) · Georges Dransart · Georges Gandil |
| C-2, 10 000 m                                                   | Egyesült Államok (USA) · Steven Lysak · Stephen Macknowski | Csehszlovákia (TCH) · Václav Havel · Jiří Pecka            | Franciaország (FRA) · Georges Dransart · Georges Gandil |
| K-1, 1000 m                                                     | Gert Fredriksson · Svédország (SWE)                        | Johan Andersen · Dánia (DEN)                               | Henri Eberhardt · Franciaország (FRA)                   |
| K-1, 10 000 m                                                   | Gert Fredriksson · Svédország (SWE)                        | Kurt Wires · Finnország (FIN)                              | Eivind Skabo · Norvégia (NOR)                           |
| K-2, 1000 m                                                     | Svédország (SWE) · Hans Berglund · Lennart Klingström      | Dánia (DEN) · Ejvind Hansen · Bernhard Jensen              | Finnország (FIN) · Ture Axelsson · Nils Björklöf        |
| K-2, 10 000 m                                                   | Svédország (SWE) · Gunnar Åkerlund · Hans Wetterström      | Norvégia (NOR) · Ivar Mathisen · Knut Østby                | Finnország (FIN) · Ture Axelsson · Nils Björklöf        |

### Nők
| Az 1948. évi nyári olimpiai játékok érmesei női kajak-kenuban |                          |                                               |                                  |
| Versenyszám                                                   | Arany                    | Ezüst                                         | Bronz                            |
| K-1, 500 m                                                    | Karen Hoff · Dánia (DEN) | Alida van der Anker-Doedens · Hollandia (NED) | Fritzi Schwingl · Ausztria (AUT) |

## Magyar részvétel
Magyarországot négy versenyszámban négy férfi és egy női, összesen öt versenyző képviselte. A magyar sportolók egy negyedik és egy ötödik helyet szereztek, ami öt olimpiai pontot jelent.
Férfi
| Név                        | Versenyszám  | Előfutam | Előfutam | Döntő             | Döntő             |
| Név                        | Versenyszám  | Eredmény | Helyezés | Eredmény          | Helyezés          |
| -------------------------- | ------------ | -------- | -------- | ----------------- | ----------------- |
| Toldi János                | K-1 1000 m   | 4:59,8   | 7.       | Nem jutott tovább | Nem jutott tovább |
| Blahó Kálmán Urányi János  | K-2 1000 m   | 4:18,4   | 2.       | Kizárták          | Kizárták          |
| Andrási Gyula Urányi János | K-2 10 000 m |          |          | 47:33,1           | 5.                |

Női
| Név            | Versenyszám | Előfutam | Előfutam | Döntő    | Döntő    |
| Név            | Versenyszám | Eredmény | Helyezés | Eredmény | Helyezés |
| -------------- | ----------- | -------- | -------- | -------- | -------- |
| Bánfalvi Klára | K-1 500 m   | 2:37,5   | 4.       | 2:33,8   | 4.       |